# Dilkea vanessae
Dilkea vanessae är en passionsblomsväxtart som beskrevs av Feuillet. Dilkea vanessae ingår i släktet Dilkea och familjen passionsblomsväxter. Inga underarter finns listade i Catalogue of Life.